# Tex Murphy: Overseer
Tex Murphy: Overseer ist ein Adventure-Spiel für Windows und der fünfte Teil der Tex-Murphy-Reihe von Access Software. Es handelt sich um ein Remake des ersten Serienteils Mean Streets. Die Hauptfigur, Privatdetektiv Tex Murphy, erzählt seiner Freundin Chelsee Bando von seinem ersten Fall, der in Form von Rückblenden vom Nutzer nachgespielt wird. Wie die vorherigen beiden Titel Under a Killing Moon und Die Pandora-Akte, kombiniert Overseer eine Erzählweise durch Full Motion Videos (FMVs) mit Spielabschnitten in 3D-Umgebungen.

## Handlung
Wie bei allen Tex-Murphy-Spielen handelt es sich bei Overseer um ein Science-Fiction-Szenario, das in San Francisco nach dem Dritten Weltkrieg spielt. Nach den zerstörerischen Ereignissen des Weltkriegs wurden viele der bedeutenden Städte wiederaufgebaut, doch gewisse Bereiche sind immer noch vom Krieg gezeichnet (zum Beispiel Old San Francisco). Eine weitere Folge war die Bildung zweier Bürgerklassen: die Mutanten und die „Norms“.
Da das Spiel in einer Reihe von Rückblenden erzählt wird, gibt es zwei wesentliche Zeitstränge. Im Jahr 2043, kurz nach den Ereignissen des Vorgängers Die Pandora-Akte, sind die Spannungen zwischen Mutants und Norms allmählich abgeklungen. Tex hat eine Verabredung mit seiner Freundin Chelsee Bandoo, die an Tex’ Befähigung zum Führen einer Beziehung zweifelt. Sie konfrontiert ihn damit, dass er noch immer den Ehering seiner Ex-Frau Sylvia Linsky trägt. Das führt dazu, dass Tex noch einmal von den Ereignissen seines ersten Falls erzählt. Im Kern handelt es sich dabei um die Ereignisse der Handlung von Mean Streets, allerdings mit einigen Abweichungen.
Die Rückblenden spielen im November 2037. Der Kreuzzug für die genetische Reinheit gewinnt allmählich an Zulauf und die Spannungen zwischen Mutanten und Norms nehmen zu. Die Mutanten sind meist gezwungen in den heruntergekommenen Randgebieten der Städte wie zum Beispiel Old San Francisco zu leben. Tex lebt dagegen in einem neuen Apartment in der Front Street in New San Francisco. Er wurde gerade erst aus Detektivagentur des Colonels geworfen, weil er über die unethischen Praktiken des Colonels ausgepackt hatte. Er arbeitet daher neuerdings eigenständig.
Tex wird von Sylvia Linsky engagiert, um die Wahrheit über den Selbstmord ihres Vaters herauszufinden. Sie glaubt, dass er ermordet wurde, doch die Polizei hat die Ermittlungen bereits eingestellt. Da ihr niemand sonst helfen möchte, wendet sie sich an Tex. Tex gerät dadurch in ein Komplott rund um Implantate und Gedankenkontrolle, das er rechtzeitig aufhalten muss.

## Spielprinzip
Tex Murphy: Overseer ist der dritte Serienteil, der die Virtual-World-Technik von Access Software verwendet und das Spiel in der Art eines interaktiven Films mit Filmaufnahmen bekannter Schauspieler wie Michael York, Henry Darrow, Richard Norton, Joe Estevez und Clint Howard verbindet.
Mit der neuen Engine ging eine leicht angepasste Spielsteuerung einher, das Grundprinzip der Vorgänger blieb jedoch erhalten. Neben den Dialogen in Filmsequenzen erkundet der Spieler die verschiedenen, frei begehbaren Schauplätze auf der Suche Hinweisen und Gegenständen. Bei den Dialogen in Overseer änderte sich die Antwortauswahl dahingehend, dass nicht mehr die exakte Antwort vorgegeben wurde, sondern lediglich eine adäquate Umschreibung.
Das Spiel bietet dazu zwei Schwierigkeitsmodi, den Entertainment- und Gamer-Modus. Im Entertainment-Modus gibt es zusätzliche Lösungshinweise und gewisse Rätsel lassen sich umgehen. Am Ende des Spiels erhält der Spieler eine Punktzahl, die Auskunft über seine Erfolge beim Entdecken und Lösen sämtlicher Rätsel gibt. Die Maximalpunktzahl im Gamer-Modus ist dabei höher als im Entertainment-Modus.

## Entwicklung
Im Oktober 1996 kündigte Access Software Pläne für ein neues Tex-Murphy-Projekt unter dem Arbeitstitel Trance an.
Access beabsichtigte zunächst, unter diesem Titel eine Fortsetzung zu Die Pandora-Akte zu entwickeln. Um jedoch einen sehr kurz terminierten Fertigstellungsvertrag mit Intel eingehen zu können, die ein Spiel als Bündelprodukt für ihre kommenden Hardware suchten, entwickelte man das Konzept von Overseer. Der verkürzte Entwicklungszyklus machte die Wahl einer bereits vorhandenen Erzählung notwendig. Gemäß Game Director Adrien Carr war das Spiel lediglich als Demonstration für den neuen Intel-Chip geplant, nicht als eine vollwertige Fortsetzung, geschweige denn als vorläufiger Abschluss der Reihe. Als Intel beschloss, das Bündel nicht auf den Markt zu bringen, führte Access Software die Entwicklung fort und erweiterte die interaktiven Bereiche, bevor es das Spiel in Eigenverantwortung auf den Markt brachte.
Für Overseer schuf Access Software zur Verwendung mit Windows 95/98 eine neue Engine. Overseer wurde außerdem als eines der ersten Spiele gezielt für DVD-ROM entwickelt. Die nordamerikanische Verkaufsfassung beinhaltete daher auch zwei Versionen, eine auf fünf CDs und eine auf einer einzelnen DVD. Die DVD-Fassung war inhaltlich identisch, mit ihr entfiel lediglich der regelmäßige Datenträgerwechel und die Filmsequenzen konnten in besserer Qualität mitgeliefert werden.

## Rezeption
„Leider hat es Access versäumt, die Technik des Spieles weiterzuentwickeln. Während die Videos aus sehr groben Pixeln bestehen, ist die SVGA-Grafik des Spielteils ausnehmend langsam. Dennoch ist das Spiel erste Wahl für Freunde interaktiver Spielfilme, da das englischsprachige Programm neben einer stimmungsvollen Atmosphäre sogar eine nennenswerte Spieltiefe bietet. Auch Besitzer von DVD-Laufwerken erhalten erstmals Futter für ihr Laufwerk, die mitgelieferte DVD ersetzt die fünf CD-ROMs des Spiels.“

“Overall, Tex Murphy: Overseer is a definite step down from Pandora Directive. With its foregone conclusion, it lacks the replayability of the previous game in the series. While there is a lot to do, there is so much FMV, I often had the feeling that I was watching a movie, with some adventure game parts dropped in as intermissions.”

„Unterm Strich ist Overseer definitiv ein Rückschritt seit Pandora-Akte. Mit seinen vorgegebenen Schlussfolgerungen lässt es die Wiederspielbarkeit der früheren Serienteile vermissen. Und obwohl es viel zu tun gibt, gibt es soviel FMV, dass ich das Gefühl hatte, einen Film anzuschauen, in den ein paar Adventure-Spielabschnitte zur Abwechslung eingefügt wurden.“

Tex Murphy: Overseer wurde von der Academy of Interactive Arts & Sciences zu den Interactive Achievement Awards 1997 für die Auszeichnung als „Adventure-Spiel des Jahres“ nominiert. In der Abstimmung unterlag es Westwoods Adventure Blade Runner.

## Fortsetzung
Die angedachte Fortsetzung der Reihe mit einer Trilogie aus den Spielen Chance, Polarity und Trance kam nicht mehr zustande. 1999 übernahm Microsoft Access Software und mit dem allgemeinen Niedergang des Adventure-Markts ergab sich für die Serienschöpfer um Chris Jones und Aaron Conners, die 2008 die Markenrechte erworben hatten, keine Möglichkeit der Fortführung der Reihe. Erst mit einer erfolgreichen Crowdfunding-Kampagne im Jahr 2012 über die Website Kickstarter konnte mit Hilfe von Fans der Serie eine ausreichende Finanzierung eines Nachfolgers gesichert werden. 2014 erschien ein sechstes Spiel unter dem Titel Tesla Effect: A Tex Murphy Adventure.